# Яніс Сіміньяні
Яніс Сіміньяні (фр. Yanis Cimignani, нар. 22 січня 2002, Ліон) — французький футболіст, півзахисник швейцарського клубу «Лугано».
Виступав за юнацьку збірну Франції.

## Клубна кар'єра
Народився 22 січня 2002 року в місті Ліон. Вихованець юнацьких команд футбольних клубів «Гісоначча», «Бастія» та «Аяччо».
У дорослому футболі дебютував 2019 року виступами за другу команду останнього клубу, а 2020 року почав залучатися до основної команди «Аяччо» на рівні Ліги 2.
Влітку 2023 року уклав чотирирічний контракт зі швейцарським «Лугано».

## Виступи за збірну
2022 року дебютував у складі юнацької збірної Франції (U-20), загалом на юнацькому рівні взяв участь у 6 іграх, відзначившись 2 забитими голами.

## Статистика виступів

### Статистика клубних виступів
Станом на 4 червня 2024
| Сезон               | Команда             | Чемпіонат           | Чемпіонат | Чемпіонат | Національний кубок | Національний кубок | Національний кубок | Континентальні кубки | Континентальні кубки | Континентальні кубки | Інші змагання | Інші змагання | Інші змагання | Усього | Усього |
| Сезон               | Команда             | Ліга                | Ігор      | Голів     | Ліга               | Ігор               | Голів              | Ліга                 | Ігор                 | Голів                | Ліга          | Ігор          | Голів         | Ігор   | Голів  |
| ------------------- | ------------------- | ------------------- | --------- | --------- | ------------------ | ------------------ | ------------------ | -------------------- | -------------------- | -------------------- | ------------- | ------------- | ------------- | ------ | ------ |
| 2018–19             | «Аяччо-2»           | НЧ3                 | 2         | 0         |                    | -                  | -                  |                      | -                    | -                    |               | -             | -             | 2      | 0      |
| 2019–20             | «Аяччо-2»           | НЧ3                 | 2         | 0         |                    | -                  | -                  |                      | -                    | -                    |               | -             | -             | 2      | 0      |
| 2020–21             | «Аяччо-2»           | НЧ3                 | 4         | 0         |                    | -                  | -                  |                      | -                    | -                    |               | -             | -             | 4      | 0      |
| 2022–23             | «Аяччо-2»           | НЧ3                 | 1         | 2         |                    | -                  | -                  |                      | -                    | -                    |               | -             | -             | 1      | 2      |
| Усього за «Аяччо-2» | Усього за «Аяччо-2» | Усього за «Аяччо-2» | 9         | 2         |                    | -                  | -                  |                      | -                    | -                    |               | -             | -             | 9      | 2      |
| 2020–21             | «Аяччо»             | Л2                  | 6         | 0         | КФ                 | 0                  | 0                  |                      | -                    | -                    |               | -             | -             | 6      | 0      |
| 2021–22             | «Аяччо»             | Л2                  | 34        | 2         | КФ                 | 1                  | 0                  |                      | -                    | -                    |               | -             | -             | 35     | 2      |
| 2022–23             | «Аяччо»             | Л1                  | 8         | 0         | КФ                 | 0                  | 0                  |                      | -                    | -                    |               | -             | -             | 8      | 0      |
| Усього за «Аяччо»   | Усього за «Аяччо»   | Усього за «Аяччо»   | 48        | 2         |                    | 1                  | 0                  |                      | -                    | -                    |               | -             | -             | 49     | 2      |
| 2023–24             | «Лугано»            | СЛ                  | 33        | 5         | КШ                 | 6                  | 1                  | ЛЄ+ ЛК               | 2+5                  | 0+0                  |               | -             | -             | 46     | 6      |
| Усього за «Лугано»  | Усього за «Лугано»  | Усього за «Лугано»  | 33        | 5         |                    | 6                  | 1                  |                      | 7                    | 0                    |               | -             | -             | 46     | 6      |
| Усього за кар'єру   | Усього за кар'єру   | Усього за кар'єру   | 81        | 7         |                    | 7                  | 1                  |                      | 7                    | 0                    |               | -             | -             | 95     | 8      |